# 離婚風暴
《離婚風暴》 (法語：Gett: Le procès de Viviane Amsalem) 是一部2014年以色列和法国合拍剧情片，Ronit Elkabetz和Shlomi Elkabetz联合执导。为2014年戛纳电影节“導演雙週”单元的竞赛片。也入选多伦多影展。
本片代表以色列角逐第87届奥斯卡最佳外语片。。2023年3月，本片在爛蕃茄發表「270部由21世紀女性執導的電影佳作」清單榜上有名。

## 剧情
讲述在以色列发生的一件离婚诉讼。女主角薇薇安·阿姆萨勒姆三年前已提出離婚，然而她丈夫伊莱莎并不同意。面对宗教裁决人的暧昧态度，薇薇安已下定决心要争取自己的自由。

## 角色
- Ronit Elkabetz - Viviane Amsalem
- Sasson Gabai - Shimon Amsalem
- Menashe Noy - Carmel Ben-Tovim
- Simon Abkarian - Elijah Amsalem
- Rami Danon - Rabi Danino
- Roberto Pollak - Rabbi Abraham
- Eli Gornstein - Head Rabi Salomon

## 奖项
- 第72届金球奖最佳外语片提名